# Badaguichiri
Badaguichiri este o comună rurală din departamentul Illéla, regiunea Tahoua, Niger, cu o populație de 88.976 de locuitori (2001).